# Kulaktik
Kulaktik är en ort i Mexiko.   Den ligger i kommunen Tenejapa och delstaten Chiapas, i den sydöstra delen av landet, 800 km öster om huvudstaden Mexico City. Kulaktik ligger 1 620 meter över havet och antalet invånare är 844.
Terrängen runt Kulaktik är huvudsakligen kuperad, men österut är den bergig. Runt Kulaktik är det tätbefolkat, med 319 invånare per kvadratkilometer. Närmaste större samhälle är Yoshib, 4,4 km sydost om Kulaktik. I omgivningarna runt Kulaktik växer i huvudsak städsegrön lövskog.